# Coupe Clark
La Coupe Clark (en anglais : Clark Cup) est un trophée remis annuellement depuis 1980 au champion des séries éliminatoires dans la United States Hockey League.
Le trophée fut nommé en l'honneur de Don Clark, homme qui fut longtemps responsable de l'association de hockey amateur du Minnesota. Clark fut également récipiendaire du trophée Lester-Patrick remis par la Ligue nationale de hockey pour apport au développement du hockey aux États-Unis. 

## Gagnant du trophée
| Saison    | Vainqueur                        | Finaliste                        | Résultat |
| --------- | -------------------------------- | -------------------------------- | -------- |
| 1979-1980 | Nordiques de Hennepin            |                                  |          |
| 1980-1981 | Fighting Saints de Dubuque       |                                  |          |
| 1981-1982 | Musketeers de Sioux City         |                                  |          |
| 1982-1983 | Fighting Saints de Dubuque       |                                  |          |
| 1983-1984 | Vulcans de Saint-Paul/Twin Cites |                                  |          |
| 1984-1985 | Fighting Saints de Dubuque       |                                  |          |
| 1985-1986 | Musketeers de Sioux City         |                                  |          |
| 1986-1987 | Mustangs de Rochester            |                                  |          |
| 1987-1988 | Flyers de Thunder Bay            |                                  |          |
| 1988-1989 | Flyers de Thunder Bay            |                                  |          |
| 1989-1990 | Lancers d'Omaha                  |                                  |          |
| 1990-1991 | Lancers d'Omaha                  |                                  |          |
| 1991-1992 | Buccaneers de Des Moines         |                                  |          |
| 1992-1993 | Lancers d'Omaha                  |                                  |          |
| 1993-1994 | Lancers d'Omaha                  |                                  |          |
| 1994-1995 | Buccaneers de Des Moines         |                                  |          |
| 1995-1996 | Gamblers de Green Bay            |                                  |          |
| 1996-1997 | Stars de Lincoln                 | Gamblers de Green Bay            | 4-0      |
| 1997-1998 | Lancers d'Omaha                  | Buccaneers de Des Moines         | 4-0      |
| 1998-1999 | Buccaneers de Des Moines         | Lancers d'Omaha                  | 4-2      |
| 1999-2000 | Gamblers de Green Bay            | Vulcans de Saint-Paul/Twin Cites | 4-1      |
| 2000-2001 | Lancers d'Omaha                  | Stars de Lincoln                 | 3-2      |
| 2001-2002 | Musketeers de Sioux City         | Lancers d'Omaha                  | 3-2      |
| 2002-2003 | Stars de Lincoln                 | Lancers d'Omaha                  | 3-1      |
| 2003-2004 | Black Hawks de Waterloo          | Storm de Tri-City                | 3-1      |
| 2004-2005 | RoughRiders de Cedar Rapids      | Musketeers de Sioux City         | 3-2      |
| 2005-2006 | Buccaneers de Des Moines         | Stampede de Sioux Falls          | 3-2      |
| 2006-2007 | Stampede de Sioux Falls          | Black Hawks de Waterloo          | 1-0      |
| 2007-2008 | Lancers d'Omaha                  | Black Hawks de Waterloo          | 3-2      |
| 2008-2009 | Ice de l'Indiana                 | Force de Fargo                   | 3-1      |
| 2009-2010 | Gamblers de Green Bay            | Force de Fargo                   | 3-2      |
| 2010-2011 | Fighting Saints de Dubuque       | Gamblers de Green Bay            | 3-1      |
| 2011-2012 | Gamblers de Green Bay            | Black Hawks de Waterloo          | 3-2      |
| 2012-2013 | Fighting Saints de Dubuque       | Force de Fargo                   | 3-0      |
| 2013-2014 | Ice de l'Indiana                 | Black Hawks de Waterloo          | 3-2      |
| 2014-2015 | Stampede de Sioux Falls          | Lumberjacks de Muskegon          | 3-0      |

## Équipes les plus titrées
1. Lancers d'Omaha - 7
2. Fighting Saints de Dubuque - 5
3. Buccaneers de Des Moines - 4
4. Gamblers de Green Bay - 4
5. Musketeers de Sioux City - 3
6. Ice de l'Indiana - 2
7. Stars de Lincoln - 2
8. Stampede de Sioux Falls - 2
9. Flyers de Thunder Bay - 2
10. RoughRiders de Cedar Rapids - 1
11. Nordiques de Hennepin - 1
12. Mustangs de Rochester - 1
13. Vulcans de Saint-Paul/Twin Cites - 1
14. Black Hawks de Waterloo - 1

## Joueur par excellence
Depuis 1999, un titre de joueur par excellence (MVP) est remis à celui qui s'est démarqué lors des séries éliminatoires.
| Saison | Vainqueur      | Position | Équipe                      |
| ------ | -------------- | -------- | --------------------------- |
| 1999   | Pete Fregoe    | A        | Buccaneers de Des Moines    |
| 2000   | Aaron Smith    | A        | Gamblers de Green Bay       |
| 2001   | Ray Fraser     | G        | Lancers d'Omaha             |
| 2002   | Andy Franck    | G        | Musketeers de Sioux City    |
| 2003   | Danny Irmen    | A        | Stars de Lincoln            |
| 2004   | Kevin Regan    | G        | Black Hawks de Waterloo     |
| 2005   | Alex Stalock   | G        | RoughRiders de Cedar Rapids |
| 2006   | Kyle Okposo    | A        | Buccaneers de Des Moines    |
| 2007   | Matt Lundin    | G        | Stampede de Sioux Falls     |
| 2008   | Drew Palmisano | G        | Lancers d'Omaha             |
| 2009   | Mike Cichy     | A        | Ice de l'Indiana            |
| 2010   | Anders Lee     | A        | Gamblers de Green Bay       |
| 2011   | Matt Morris    | G        | Fighting Saints de Dubuque  |
| 2012   | Sam Herr       | A        | Gamblers de Green Bay       |
| 2013   | Mike Szmatula  | A        | Fighting Saints de Dubuque  |
| 2014   | Jason Pawloski | G        | Ice de l'Indiana            |
| 2015   | Troy Loggins   | A        | Stampede de Sioux Falls     |